# Oxypetalum streptanthum
Oxypetalum streptanthum là một loài thực vật có hoa trong họ La bố ma. Loài này được (Malme) Liede & G.H. Rua mô tả khoa học đầu tiên năm 1997.